# Солто
Солто — Племя Солто упоминается в книге «Маджму ат-Таварих», написанной на персидском языке в начале XVI века муллой Сайф ад-Дином Ахсикенди, сыном домуллы Шах Аббаса.

## История
По мнению видного советского этнографа Абрамзона, несмотря на то, что Солто входят в состав исходного «этнического ядра» киргизской народности, их происхождение (как и многих других племён правого крыла) не удаётся увязать с какими-либо другими конкретными тюрко-монгольскими или иными племенами существовавшими в период средневековья. В то же время Абрамзон упоминает, что в 1913 году бугульминский учитель Ахмед-гали Халимов опубликовал в журнале «Шуро» родословное предание западнобашкирского рода Киргиз, где упоминается имя легендарного родоначальника киргизского племени солто — Эштек. Согласно этой записи от Эштека произошли все западные башкиры, при этом рассказчик подчеркнул, что башкиры близки к киргизам по происхождению.
По описанию Ч. Ч. Валиханова «род солты разделяется на четыре поколения: кунтуу, болокбай, талкан, уч-багыш. Численностью солты превосходили как сарыбагышей, так и бугу, в нём считается до 20 000 юрт». Возможно, сведения при оценке численности солто Валиханов опирался данные Нифонтьева и Воронина, которые в 1847 году указывали, что сарыбагышей и солто насчитывалось 40 тыс. юрт. По оценкам С. М. Абрамзона, накануне 1917 г., численность солто была не менее 10 тыс. хозяйств.

## Генетика
У представителей солто наблюдаются высокие значения гаплогруппы R1a1.

## Тамга
Племя солто имело отличную от большинства племен правого крыла киргизов ветви тамгу под названием ай тамга (дословно — «лунная тамга»), начертание которой близко по начертанию к тамгам древних племен хуй-гэ (уйгур), чэ-ли (черик) и хунь (кун).

## Структура
Солто делится на следующие роды:
- Күнтуу
- Култуу
- Жетикул
- Бөлөкбай
- Талкан
- Шалта
- Чаа
- Көгөй
- Жоочалыш

## Расселение
Территория расселения племени солто ранее находилась в пределах центральной и западной частей Чуйской долины, а также по южному берегу реки Чу.

## Представители
- Бишкек-баатыр — легендарный персонаж, считающийся основателем Бишкека.
- Жайыл-бий — предводитель севернокыргызских племён во время вторжения Абылай-хана в XVIII веке.
- Чаа[кирг.] — киргизский бий, правнук Богорстона[кирг.],  родоначальника племени солто.[5]
- Байтик Баатыр — видный киргизский политический деятель XIX века, один из инициаторов вхождения киргизов в состав Российской империи.[6][7]
- Сыдыков Абдыкерим — киргизский советский общественный и государственный деятель, историк, один из первых киргизских учёных.
- Айдарбеков Иманалы — советский партийный и государственный деятель, председатель Главного Суда Киргизской АССР (1927—1929).
- Шопоков Дуйшенкул — панфиловец, Герой Советского Союза.
- Джумахматов Асанхан — советский киргизский композитор, дирижёр
- Абдраев Мукаш — киргизский советский композитор. Народный артист Киргизской ССР.
- Болебалаев Осмонкул — киргизский советский поэт-песенник, акын. Народный артист Киргизской ССР.
- Толубаев Асаналы — киргизский советский государственный и политический деятель, председатель президиума Верховного Совета Киргизской ССР (1938—1943), депутат Верховного Совета СССР 1 созыва (с 22.03.1941 г.).
- Осмонкулов Искендер - заслуженный деятель сельского хозяйства СССР, Герой Социалистического Труда, лауреат Государственной премии СССР.